# Jelly Belly-Maxxis/Saison 2014
Dieser Artikel listet Erfolge und Fahrer des Radsportteams Jelly Belly-Maxxis in der Saison 2014 auf.

## Erfolge in der UCI America Tour
| Datum  | Rennen                           | Kat. | Fahrer          |
| ------ | -------------------------------- | ---- | --------------- |
| 2. Mai | 3. Etappe Tour of the Gila (EZF) | 2.2  | Serghei Țvetkov |

## Erfolge in der UCI Asia Tour
| Datum         | Rennen                     | Kat. | Fahrer              |
| ------------- | -------------------------- | ---- | ------------------- |
| 14. September | 2. Etappe Tour de Hokkaidō | 2.2  | Luis Enrique Dávila |

## Zugänge – Abgänge
| Zugänge          | Team 2013       | Abgänge               | Team 2014                             |
| ---------------- | --------------- | --------------------- | ------------------------------------- |
| Jacob Rathe      | Garmin Sharp    | Brad Huff             | Optum-Kelly Benefit Strategies        |
| Matthew Lloyd    | Lampre-Merida   | Christian Kriek       | Unbekannt                             |
| Kirk Carlsen     | Bissell Cycling | Morgan Schmitt        | Canyon Bicycles-Shimano               |
| Devon Dunn       | Neoprofi        | Emerson Oronte        | Horizon Organic-Einstein Bros.Cycling |
| Steve Fisher     | Neoprofi        | Jeremy Powers         | Rapha-Focus                           |
| Johnathan Freter | Neoprofi        | Ricardo van der Velde | Karriereende                          |
| Andrew Sjogren   | Neoprofi        | Alex Hagman           | Unbekannt                             |

## Mannschaft
| Name             | Geburtstag        | Nationalität       |
| ---------------- | ----------------- | ------------------ |
| Ian Burnett      | 9. Dezember 1986  | Vereinigte Staaten |
| Kirk Carlsen     | 25. Mai 1987      | Vereinigte Staaten |
| Devon Dunn       | 30. März 1990     | Vereinigte Staaten |
| Steve Fisher     | 22. Juni 1990     | Vereinigte Staaten |
| Johnathan Freter | 17. März 1992     | Vereinigte Staaten |
| Nic Hamilton     | 10. Oktober 1986  | Kanada             |
| Luis Lemus       | 21. April 1992    | Mexiko             |
| Matthew Lloyd    | 24. Mai 1983      | Australien         |
| Sean Mazich      | 11. Mai 1986      | Vereinigte Staaten |
| Jacob Rathe      | 13. März 1991     | Vereinigte Staaten |
| Fred Rodriguez   | 3. September 1973 | Vereinigte Staaten |
| Andrew Sjogren   | 23. Februar 1992  | Vereinigte Staaten |
| Serghei Țvetkov  | 29. Dezember 1988 | Rumänien           |
| Ben Wolfe        | 15. Juli 1993     | Vereinigte Staaten |